# Panzerspähwagen SK-1
Panzerspähwagen SK-1 (Sonder Kfz-1) — wschodnioniemiecki samochód pancerny z lat pięćdziesiątych XX wieku.

## Historia
W połowie lat pięćdziesiątych XX wieku w zakładach VEB ROBUR-Werke Zittau opracowano konstrukcję samochodu pancernego dla wschodnioniemieckiej policji ludowej i organizacji paramilitarnej Kampfgruppen der Arbeiterklasse. 
Do konstrukcji samochodu pancernego wykorzystano podwozie samochodu ciężarowego Robur Garant 30K. Natomiast konstrukcja nadwozia była wzorowana na radzieckim samochodzie pancernym BA-64.
Samochód został wyposażony w 1 karabin maszynowy MG 34 kal. 7,92 mm produkcji niemieckiej, niektóre z samochodów wyposażono w radzieckie karabiny maszynowe DT. Karabin maszynowy umieszczony był w ruchomej wieżyczce.
Samochód został po raz pierwszy pokazany publicznie w 1961 roku, w czasie uroczystego apelu Kampfgruppen der Arbeiterklasse w Berlinie 18 sierpnia 1961 roku.

## Użycie
Samochód pancerny Sonder Kfz-1 został na początku lat sześćdziesiątych wprowadzony do uzbrojenia skoszarowanych oddziałów wschodnioniemieckiej Policji Ludowej oraz paramilitarnej organizacji wschodnioniemieckiej Kampfgruppen der Arbeiterklasse (pol. Robotnicze Grupy Bojowe).